# Hip hop

Hip hop (numit și hip-hop, hiphop sau prin generalizare rap) este atât un gen muzical, cât și o mișcare culturală ce s-a dezvoltat în comunitățile urbane începând cu anii 1970. Crearea termenului hip hop este atribuită lui Keith Cowboy, un rapper ce cânta cu Grandmaster Flash & the Furious Five. Deși Lovebug Starski, Keith Cowboy și DJ Hollywood foloseau termenul când acest gen de muzică era cunoscut ca disco rap, se crede că Keith Cowboy a creat acest termen în timp ce râdea de un prieten care se înrolase în armată, cântând cuvintele "hip/hop/hip/hop" într-un fel în care imita cadența ritmică a soldaților ce mărșăluiesc.. Cowboy a dezvoltat cadența și a înglobat-o în spectacolele lui, apoi a fost copiată de alți artiști; ca de exemplu partea de început a cântecului  "Rapper's Delight" de către The Sugarhill Gang. Afrika Bambaataa este primul care a folosit termenul ca descriere a subculturii de care aparține muzica hip hop, deși se sugerează că același termen a fost și ca o descriere negativă a noului gen de muzică.
De când a apărut în New York în anii 1970, hip-hop-ul a ajuns să înglobeze un întreg stil de viață care încorporează diverse elemente de etnie, tehnologie, artă și cultură urbană. Sunt patru elemente fundamentale în hip hop:
- Dans Hip hop: Breakdance și alte forme de dans stradal
- Artă Hip hop: Artă de inspirație urbană, numită și graffiti
- Muzica Hip hop: DJing, beat-uri și beatmaking, și producție hip hop
- Rapping: MCing și poezie de inspirație urbană

## Istoria muzicii hip hop
În anii 1970, partea de percuție muzicală[prima formatie de Hip Hop(Saritura din Sold) fiind Disco Rapp], brake-beat-ul, era cea mai populară pentru dans. DJ Kool Herc și Grandmaster Flash independent unul față de celălalt au izolat și repetat aceste părți din muzică pentru petrecerile de dans ce țineau toată noaptea.
Genurile preferate de muzică erau de obicei break-uri din cântece funk care de obicei aveau elemente de percuție. 
Rapping-ul s-a dezvoltat datorită faptului că MC-ii vorbeau în timpul muzicii pentru a-și promova DJ-ul, alte petreceri, sau despre alți MC. Această tehnică a luat amploare și s-a dezvoltat în rapping-ul care apare pe primele single-uri hip-hop, unii MC vorbind despre problemele din zona lor sau problemele ce le are întreaga comunitatea. Melle Mel, un rapper ce cânta cu The Furious Five este de obicei acceptat ca fiind primul care să se autodenumească un "MC".

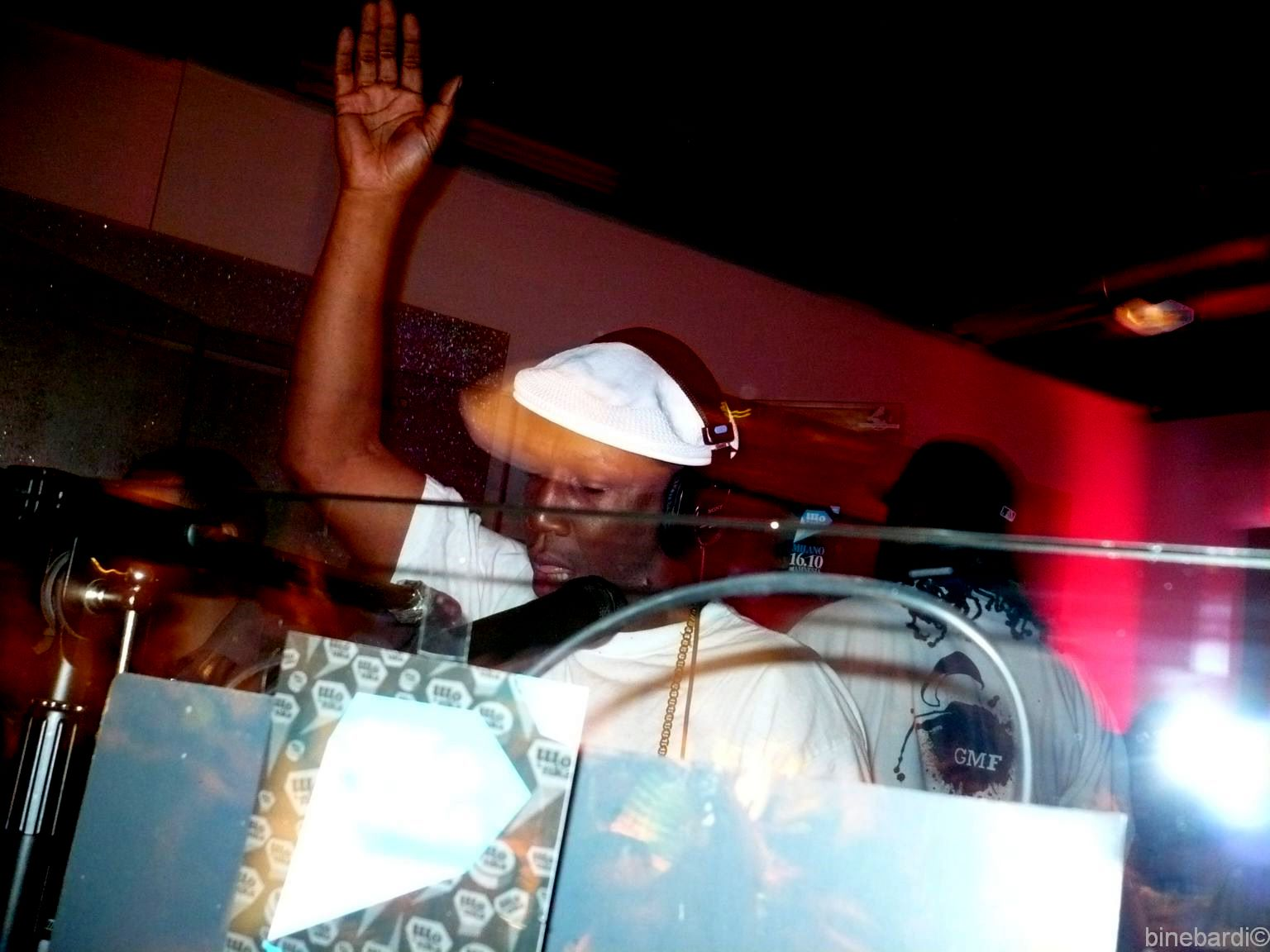
DJ Grandmaster Flash, unul dintre arhitecții DJ-ingului hip hop.

Până la sfârșitul anilor 1970 DJ-ii lansau viniluri cu beat-uri pe care MC-ii vorbeau. Printre melodiile populare este și "Supperrappin'," a formației Grandmaster Flash & The Furious Five, "The Breaks," a lui Kurtis Blow și "Rapper's Delight" a formației The Sugar Hill Gang. În 1982 Melle Mel & Duke Bootee au înregistrat "The Message" (creditată oficial formației Grandmaster Flash & The Furious Five), un cântec în care se puteau zări începuturile hip hop-ul social.
Hip hop-ul ca o cultură a fost definit și mai mult în 1983, când fostul membru al bandei Black Spades, Afrika Bambaataa și Soulsonic Force au lansat piesa "Planet Rock". În loc să vorbească peste beat-uri disco, Bambaataa, fiind avantajat de avansurile tehnologice ale sintetizatorului, a creat un sunet electronic inovativ. Mulți descriu momentul întrării pe piață a acestei piese ca un alt moment important în istoria muzicii și culturii hip hop. Media a început să se concentreze asupra unuia dintre cele mai mari impacte ce le-a avut hip hop-ul în loc să se lovească sau să se împuște, unii dintre foștii membrii ai bandelor au început să se bată — în alt mod: prin breakdance, rapping, turntable mixing sau graffiti. Până în 1985, tineretul de pretutindeni dansa breakdance pe muzică de: Run DMC, LL Cool J, Fat Boys, Herbie Hancock, Soulsonic Force, Jazzy Jay, Dr. Jeckyll and Mr. Hyde, și Stetsasonic

## Moștenire
Hip hop-ul timpuriu a fost văzut ca un suplinitor al altercațiilor dintre bande, battle-urile hip hop înlocuind violența fizică. Se crede că odată cu amploarea genului de rap comercial și gangsta în anii 1990, esența non-violentă a hip hop-ului a dispărut, mulți rapperi se lăudau cu droguri, arme, crime și violență. În aceste timpuri, muzica hip hop a început să fie ascultată de un public mai larg.

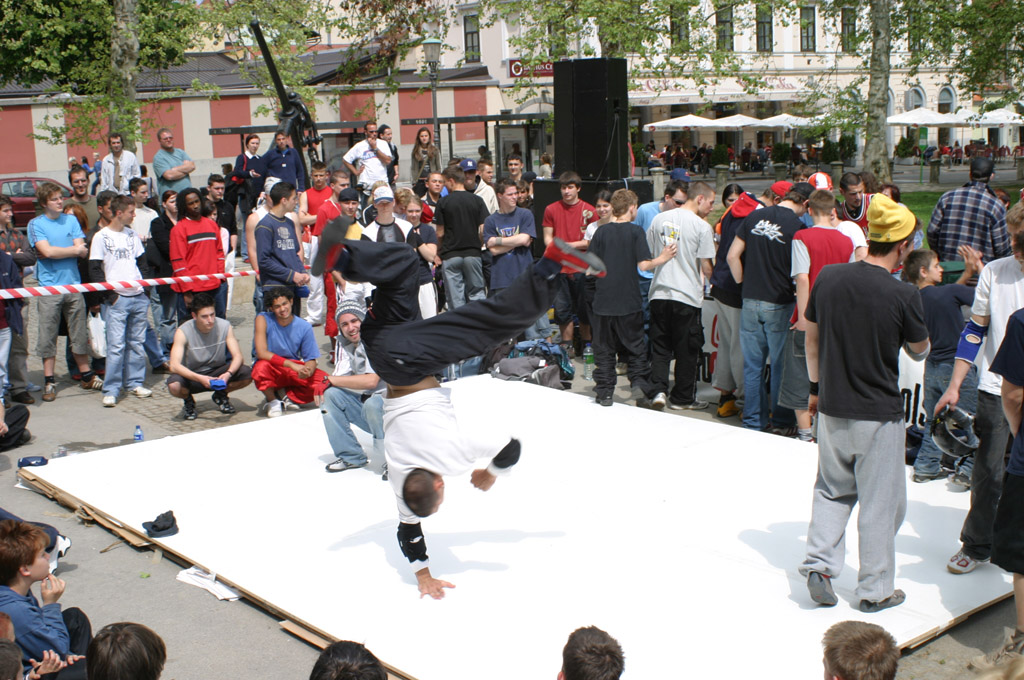
Un breakdancer în Ljubljana, Slovenia

Mulți artiști sunt acum catalogați ca hip hop alternativ/underground când încearcă să reflecte ce cred ei că sunt elementele originale ale culturii. Ariști/formații ca Talib Kweli, Mos Def, Dilated Peoples, Dead Prez, Blackalicious, și Jurassic 5 pun baza pe priceperea verbală, unitate sau activism contrar mesajelor de violență, bogăție materială și misoginism.